# Портічі
Портічі (італ. Portici) — місто та муніципалітет в Італії, у регіоні Кампанія,  метрополійне місто Неаполь.
Портічі розташоване на відстані близько 200 км на південний схід від Рима, 8 км на схід від Неаполя.
Населення — 55 537 осіб (2014).
Щорічний фестиваль відбувається 31 січня. Покровитель — San Ciro.

## Демографія
Населення за роками:

Станом на 1 січня 2023 року в муніципалітеті офіційно проживало 776 іноземців з 67 країн, серед них 129 громадян країн Євросоюзу та 247 громадян України.

## Сусідні муніципалітети
- Ерколано
- Неаполь
- Сан-Джорджо-а-Кремано